# Bill Felstiner

Bill Felstiner (Onati, 2007)

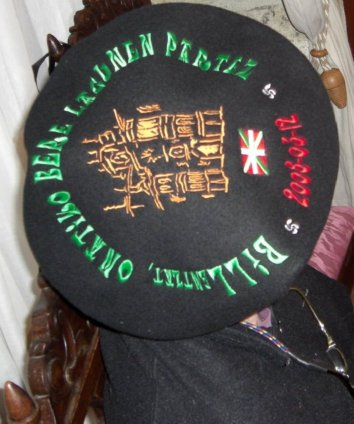
Bill Felstiner unter Baskenmütze (Onati, 2007)

William L. F. Felstiner (* 14. Dezember 1929 in New York City), meist bekannt als Bill Felstiner, ist ein international anerkannter US-amerikanischer Rechtssoziologe und ein Organisator humanitärer Hilfe.

## Ausbildung und frühe Berufstätigkeit
Nach seiner juristischen Ausbildung (LL.B. 1959 Yale University) war Bill Felstiner zunächst einige Jahre in einer großen Anwaltskanzlei tätig. Dann arbeitete er drei Jahre in Griechenland, der Türkei und Indien im Rahmen der amerikanischen Entwicklungsorganisation USAID.

## Forschung und Lehre
1969 kehrte er an die Universität zurück, als Dean und Lecturer in Yale und Assistant Professor an der UCLA. Ab 1976 wandte er sich jedoch von der Lehre ab und der empirischen Untersuchung der Rechtspraxis zu: zunächst am Social Science Research Institute der University of Southern California, später im Rahmen des Civil Justice Institute der Rand Corporation und schließlich als Mitarbeiter und Direktor der American Bar Foundation. Nach einer Professur für Politische Wissenschaft an der Northwestern University wurde er Professor für Soziologie (mit dem Schwerpunkt Recht und Gesellschaft) an der University of California, Santa Barbara (1992–1999). In den Jahren 2000–2003 leitete er das renommierte International Institute for the Sociology of Law in Oñati (Gipuzkoa, Spanien). Von 1995 bis 2005 war er ferner Distinguished Research Professor of Law an der Cardiff University (Wales). Bis zum Jahre 2007 war er Herausgeber der "Onati International Series in Law and Society". Anlässlich seiner Verabschiedung wurde ihm, normalerweise den Meistern einer baskischen Sportart vorbehalten, eine Baskenmütze (txapela) überreicht.

## Arbeitsschwerpunkte
Felstiner begann mit empirischen Untersuchungen zur alternativen Lösung von Konflikten. Dabei bereiste er auch Westeuropa und interessierte sich unter anderem für die deutsche Institution des Strafbefehls. Besonders bekannt wurde die von ihm (mit Rick Abel und Austin Sarat) kreierte Formulierung des "naming, blaming, claiming", welche auf verschiedene Stufen der Konfliktverarbeitung verweist. Im Rahmen des Civil Justice Institute der Rand Corporation initiierte er die Langzeituntersuchung zur gerichtlichen Aufarbeitung von Asbest-Schäden. Es folgten Arbeiten zur Anwaltsprofession (insbesondere am Beispiel der Scheidungsanwälte) und Arbeiten zur Rechtskultur globaler Geschäftspraktiken.

## Humanitäre Hilfe
Nach Beendigung seiner akademischen Tätigkeit ist Bill Felstiner zu seinen Anfängen zurückgekehrt und widmet sich seither humanitärer Arbeit. Während der Überschwemmungen im Jahre 2005 war er als freiwilliger Helfer in und um New Orleans tätig. Im Jahre 2007 gründete er, gemeinsam mit Kollegen aus Santa Barbara, die NGO Chad Relief (CRF). Diese gemeinnützige Organisation hat es sich zum Ziel gesetzt, die Flüchtlinge, welche aus der Zentralafrikanischen Republik in den Tschad kommen, zu unterstützen, ebenso aber auch die lokale Bevölkerung, welche in der Umgebung der Flüchtlingslager lebt.

## Familie
Mit seiner Frau Gray hat er zwei Söhne.

## Veröffentlichungen (Auswahl)
- Deep Time. Ninety Years of Mischief. Santa Barbara: El Bosque 2022.
- (Hrsg.) What Lawyers Do. Narratives from the Yale Law School Class of 1958. Santa Barbara: El Bosque 2018.
- Reorganization and Resistance: Legal Professions Confront a Changing World (Oxford: Hart Publishing, 2005) (Hrsg.).
- Federalismo/Federalism Madrid: Dykinson 2004 (Hrsg. gemeinsam mit Manuel Calvo Garcia).
- Rules and Networks: The Legal Culture of Global Business Transactions (Oxford: Hart Publishing, 2001) (Hrsg. gemeinsam mit V.Gessner und R.P. Appelbaum).
- "Firm Handling: The Litigation Strategies of Defence Lawyers in Personal Injury Cases", 20 Legal Studies 1 (2000) (co-authored).
- "Justice and Power in the Legal Profession" in R. Garth & A. Sarat (Hrsg.) Justice and Power in Sociolegal Studies (Evanston: Northwestern University Press, 1998).
- "Professional Inattention: Origins and Consequences" in K. Hawkins (Hrsg.) The Human Face ofLaw (Oxford: Oxford University Press, 1997).
- Divorce Lawyers and Their Clients: Power and Meaning in the Legal Process (New York: Oxford University Press, 1995) (mit Austin Sarat).
- "Bad Arithmetic: Disaster Litigation as Less than the Sum of Its Parts" in Sheila Jasanoff(ed.), Learning from Disaster (Philadelphia: University of Pennsylvania Press, 1994) (co-authored).
- Asbestos Litigation in the United Kingdom: An Interim Report. Gemeinsam mit R.Dingwall (Oxford: Centre for Socio-legal Studies; Chicago: American Bar Foundation, 1988).
- "The Economic Costs of Ordinary Litigation," 31 UCLA Law Review 72 (1983).
- Asbestos in the Courts. The Challenge of Mass Toxic Torts, mit Deborah Hensler u. a. (Rand Corporation, 1985).[4]
- "The Logic of Mediation" in D. Black (ed.) Toward a General Theory of Social Control (Orlando, San Diego, San Francisco: Academic Press, 1984).
- "The Emergence and Transformation of Disputes: Naming, Blaming, Claiming", 15 Law and Society Review 401 (1981) (co-authored Richard Abel and Austin Sarat)
- Community Mediation in Dorchester, Massachusetts (Washington, D.C.: United States Government Printing Office, 1980) (gemeinsam mit Lynn A. Williams).
- European Alternatives to Criminal Trials and their Applicability in the United States (Washington: National Institute of Law Enforcement and Criminal Justice, 1978) (co-authored with Ann Barthelmes Drew).
- “Plea Contracts in West Germany”, 13 Law & Society Review (1978), 309.
- “Mediation as an alternative to criminal prosecution Ideology and limitations”, Law and Human Behavior, Volume 2, Number 3 / September 1978, 223–244.
- "Influences of Social Organization on Dispute Processing," 9 Law and Society Review 63 (1974);
- “Avoidance as Dispute Processing: an Elaboration”, 9 Law & Society Review (1974), 695.